# North American Soccer League 2011
Dopo il conflitto con la United Soccer Leagues e il campionato transitorio della stagione precedente, la NASL ottiene dalla federazione per il 2011 il riconoscimento di lega di secondo livello.
Il primo campionato della rinata NASL vede al via otto squadre: sei provenienti dalla defunta USSF Division 2 Pro League (Carolina RailHawks, Puerto Rico Islanders, Tampa Bay Rowdies, Fort Lauderdale Strikers, Minnesota Stars FC e Montréal Impact) una dalla USL First Division dopo un periodo di inattività (Atlanta Silverbacks) ed una fondata per partecipare alla nuova lega (FC Edmonton)

## Formula
Il campionato si articola in un doppio girone all'italiana, con ciascuna delle otto formazioni che incontra le altre partecipanti due volte in casa e due volte in trasferta. Le migliori sei vengono ammesse ai play-off: le squadre dal terzo al sesto posto partono da un turno preliminare, le prime due si qualificano direttamente per le semifinali

## Squadre partecipanti
| Club                    | Città            | Stato/Provincia   | Stadio                      |
| ----------------------- | ---------------- | ----------------- | --------------------------- |
| Atlanta Silverbacks     | Atlanta          | Georgia           | Atlanta Silverbacks Park    |
| Carolina RailHawks      | Cary             | Carolina del Nord | WakeMed Soccer Park         |
| FC Edmonton             | Edmonton         | Alberta           | Foote Field                 |
| Ft. Lauderdale Strikers | Fort Lauderdale  | Florida           | Lockhart Stadium            |
| Montréal Impact         | Montréal         | Québec            | Stade Saputo                |
| Minnesota Stars         | Blaine           | Minnesota         | National Sports Center      |
| P.R. Islanders          | Bayamón          | Porto Rico        | Estadio Juan Ramón Loubriel |
| FC Tampa Bay            | Saint Petersburg | Florida           | Al Lang Stadium             |

## Classifica stagione regolare
|  | Pos. | Squadra                 | Pt | G  | V  | N  | P  | GF | GS | DR  |
|  | ---- | ----------------------- | -- | -- | -- | -- | -- | -- | -- | --- |
|  | 1.   | Carolina RailHawks      | 54 | 28 | 17 | 3  | 8  | 50 | 26 | +24 |
|  | 2.   | P.R. Islanders          | 52 | 28 | 15 | 7  | 6  | 41 | 32 | +9  |
|  | 3.   | FC Tampa Bay            | 41 | 28 | 11 | 8  | 9  | 41 | 36 | +5  |
|  | 4.   | Ft. Lauderdale Strikers | 38 | 28 | 9  | 11 | 8  | 35 | 36 | -1  |
|  | 5.   | FC Edmonton             | 36 | 28 | 10 | 6  | 12 | 35 | 40 | -5  |
|  | 6.   | Minnesota Stars         | 36 | 28 | 9  | 9  | 10 | 30 | 32 | -2  |
|  | 7.   | Montréal Impact         | 35 | 28 | 9  | 8  | 11 | 35 | 27 | +8  |
|  | 8.   | Atlanta Silverbacks     | 16 | 28 | 4  | 4  | 20 | 25 | 63 | -38 |

      Ammesso alle semifinali play-off
      Ammesso al primo turno play-off
In caso di arrivo a pari punti:
1. Punti negli scontri diretti;
2. Differenza reti;
3. Gol fatti;

## Play-off

### Tabellone
|  | Primo turno | Primo turno             | Primo turno |  |  | Semifinali | Semifinali              | Semifinali | Semifinali |  |   | Finale                  | Finale          | Finale | Finale |
|  |             |                         |             |  |  |            |                         |            |            |  |   |                         |                 |        |        |
|  |             |                         |             |  |  | 2          | P.R. Islanders          | 1          | 1          |  |   |                         |                 |        |        |
|  |             |                         |             |  |  | 2          | P.R. Islanders          | 1          | 1          |  |   |                         |                 |        |        |
|  |             |                         |             |  |  | 4          | Ft. Lauderdale Strikers | 3          | 2          |  |   |                         |                 |        |        |
|  | 4           | Ft. Lauderdale Strikers | 5           |  |  | 4          | Ft. Lauderdale Strikers | 3          | 2          |  |   |                         |                 |        |        |
|  | 4           | Ft. Lauderdale Strikers | 5           |  |  |            |                         |            |            |  |   |                         |                 |        |        |
|  | 5           | FC Edmonton             | 0           |  |  |            |                         |            |            |  |   |                         |                 |        |        |
|  | 5           | FC Edmonton             | 0           |  |  |            |                         |            |            |  | 4 | Ft. Lauderdale Strikers | 1               | 0      |        |
|  |             |                         |             |  |  |            |                         |            |            |  | 4 | Ft. Lauderdale Strikers | 1               | 0      |        |
|  |             |                         |             |  |  |            |                         |            |            |  |   | 6                       | Minnesota Stars | 3      | 0      |
|  |             |                         |             |  |  |            |                         |            |            |  |   | 6                       | Minnesota Stars | 3      | 0      |
|  |             |                         |             |  |  |            |                         |            |            |  |   |                         |                 |        |        |
|  |             |                         |             |  |  |            |                         |            |            |  |   |                         |                 |        |        |
|  |             |                         |             |  |  | 1          | Carolina RailHawks      | 0          | 4 (3)      |  |   |                         |                 |        |        |
|  |             |                         |             |  |  | 1          | Carolina RailHawks      | 0          | 4 (3)      |  |   |                         |                 |        |        |
|  |             |                         |             |  |  | 6          | Minnesota Stars (dtr)   | 1          | 3 (5)      |  |   |                         |                 |        |        |
|  | 3           | FC Tampa Bay            | 0           |  |  | 6          | Minnesota Stars (dtr)   | 1          | 3 (5)      |  |   |                         |                 |        |        |
|  | 3           | FC Tampa Bay            | 0           |  |  |            |                         |            |            |  |   |                         |                 |        |        |
|  | 6           | Minnesota Stars         | 1           |  |  |            |                         |            |            |  |   |                         |                 |        |        |
|  | 6           | Minnesota Stars         | 1           |  |  |            |                         |            |            |  |   |                         |                 |        |        |

### Finale
| Blaine 22 ottobre 2011, ore 18:30 UTC-6                                                          | Minnesota Stars | 3 – 1            | Ft. Lauderdale Strikers | National Sports Center (4 511 spett.) |
| \| \| \| \| \| Hlavaty 4’ Mulholland 53’ Lucas Rodríguez 77’ \| Marcatori \| 52’ (aut.) Davis \| |                 |                  |                         |                                       |
|                                                                                                  |                 |                  |                         |                                       |
| Hlavaty 4’ Mulholland 53’ Lucas Rodríguez 77’                                                    | Marcatori       | 52’ (aut.) Davis |                         |                                       |

| Fort Lauderdale 29 ottobre 2011, ore 19:30 UTC-5 | Ft. Lauderdale Strikers | 0 – 0 | Minnesota Stars | Lockhart Stadium (4 200 spett.) |